# 和田雄三
和田 雄三（わだ ゆうぞう、1980年5月2日 - ）は、静岡県富士市出身の元プロサッカー選手である。現役時代のポジションは左サイドのミッドフィールダー、ディフェンダー。静岡学園高等学校出身。現在は清水エスパルスのサッカー指導者である。

## 来歴
清水エスパルスユース在籍中の1998年に第2種登録選手として1998年5月16日ナビスコカップ・コンサドーレ札幌戦でトップデビューを果たし、この年のリーグ戦で13試合に出場した。ユースの同期には市川大祐、平松康平、谷川烈がいる。
清水で試合出場がなくなり、2000年にJ2・大分トリニータに期限付き移籍、2001年に完全移籍した。現役最後となった2003年シーズンは期限付き移籍でヴァンフォーレ甲府でプレーした。
2022年現在、清水エスパルス U-12三島 U-10監督を務めている。

## 所属クラブ
- 1989年-1993年 富士第一サッカースポーツ少年団
- 1993年-1996年 富士市立富士中学校
- 1996年-1998年 清水エスパルスユース（静岡学園高等学校）
- 1998年-1999年 清水エスパルス
- 2000年-2002年 大分トリニータ（2000年は期限付き移籍）
- 2003年 ヴァンフォーレ甲府（期限付き移籍）

## 個人成績
| 国内大会個人成績 | 国内大会個人成績 | 国内大会個人成績 | 国内大会個人成績 | 国内大会個人成績 | 国内大会個人成績 | 国内大会個人成績 | 国内大会個人成績 | 国内大会個人成績 | 国内大会個人成績 | 国内大会個人成績 | 国内大会個人成績 |
| 年度             | クラブ           | 背番号           | リーグ           | リーグ戦         | リーグ戦         | リーグ杯         | リーグ杯         | オープン杯       | オープン杯       | 期間通算         | 期間通算         |
| 年度             | クラブ           | 背番号           | リーグ           | 出場             | 得点             | 出場             | 得点             | 出場             | 得点             | 出場             | 得点             |
| 日本             | 日本             | 日本             | 日本             | リーグ戦         | リーグ戦         | リーグ杯         | リーグ杯         | 天皇杯           | 天皇杯           | 期間通算         | 期間通算         |
| ---------------- | ---------------- | ---------------- | ---------------- | ---------------- | ---------------- | ---------------- | ---------------- | ---------------- | ---------------- | ---------------- | ---------------- |
| 1998             | 清水             | 28               | J                | 13               | 0                | 5                | 1                | 2                | 0                | 20               | 1                |
| 1999             | 清水             | 17               | J1               | 0                | 0                | 0                | 0                | 0                | 0                | 0                | 0                |
| 2000             | 大分             | 23               | J2               | 12               | 4                | 1                | 0                | 0                | 0                | 13               | 4                |
| 2001             | 大分             | 18               | J2               | 5                | 0                | 0                | 0                | 2                | 0                | 7                | 0                |
| 2002             | 大分             | 18               | J2               | 4                | 0                | -                | -                | 0                | 0                | 4                | 0                |
| 2003             | 甲府             | 25               | J2               | 0                | 0                | -                | -                | 0                | 0                | 0                | 0                |
| 通算             | 日本             | 日本             | J1               | 13               | 0                | 5                | 1                | 2                | 0                | 20               | 1                |
| 通算             | 日本             | 日本             | J2               | 21               | 4                | 1                | 0                | 2                | 0                | 24               | 4                |
| 総通算           | 総通算           | 総通算           | 総通算           | 34               | 4                | 6                | 1                | 4                | 0                | 44               | 5                |

## 代表歴
- 1995年 U-15 日本代表
- 1996年 U-16 日本代表

## 指導歴
- 2007年-2018年 清水エスパルス サッカースクールコーチ
  - 2015年-2018年 清水エスパルス SS富士 監督
- 2019年 清水エスパルス U-12三島 U-11監督
- 2020年 清水エスパルス U-12三島 U-12監督
- 2021年-2022年 清水エスパルス U-12三島 U-10監督